# Glamorgan Wanderers Rugby Football Club
Maillots
Dernière mise à jour : 28 février 2013.
Les Glamorgan Wanderers sont un club gallois de rugby à XV basé à Cardiff qui évolue dans le Championnat du pays de Galles de D2.

## Histoire
Le club est promu en première division en 2005.